# Tu Youyou
Dans ce nom chinois, le nom de famille, Tu, précède le nom personnel.
Tu Youyou (chinois : 屠呦呦 ; pinyin : Tú Yōuyōu), née le 30 décembre 1930 à Ningbo, est une chercheuse en pharmacie chinoise.
En 2015, elle est lauréate du prix Nobel de physiologie ou médecine pour ses travaux de recherche contre le paludisme, devenant la première (et à ce jour l'unique) récipiendaire de nationalité chinoise de ce prix.

## Biographie
Tu Youyou fait ses études à l'université de médecine de Pékin (faculté de pharmacie) en 1955 puis suit un cours de formation de deux ans et demi sur les théories de la médecine chinoise traditionnelle à l’intention des experts en médecine occidentale, avant de travailler à l'Académie de médecine traditionnelle chinoise.
Grâce aux connaissances acquises, elle obtient, en plus de 40 ans, des résultats dans de nombreux domaines, tels que la pharmacochimie, la pharmacognosie, les techniques de traitement de la médecine chinoise traditionnelle et, en particulier, l’amélioration de la médecine chinoise traditionnelle au moyen de méthodes scientifiques modernes.

### Découverte de l'artémisinine
Le 23 mai 1967, le président du parti communiste chinois Mao Zedong lance le projet 523 (en), qui a pour objectif de trouver un traitement efficace contre le paludisme : Tu Youyou est alors appelée à entreprendre ses recherches dans ce cadre. Elle et son équipe analysent plus de deux mille remèdes traditionnels utilisant plus de six cent plantes différentes. Une seule plante, la plante de qing hao, montre un effet inhibiteur sur le paludisme.
Il s'agit de la plante à l'origine de l'artémisinine (qing hao su (青蒿素)), identifiée en 1972 par Tu Youyou et son équipe. Il leur faudra ensuite plusieurs années pour concevoir le médicament antipaludique associé.
Pour cela, Tu Youyou étudie d'abord d'anciens traités de médecine chinoise, notamment un texte du philosophe chinois du IVe siècle Ge Hong, qui indique une méthode de préparation du remède basée sur l'infusion de la plante dans une grande quantité d'eau. Tu Youyou s'aperçoit alors que la méthode qu'elle avait utilisée jusque là, l'ébullition, détruisait la substance active de la plante qing hao.
Structure complètement nouvelle, l'artémisinine , seul médicament provenant de Chine à être reconnu dans le monde entier, et sur lequel reposent tous les espoirs de résoudre le problème universel du paludisme résistant aux médicaments classiques, est aujourd'hui considéré comme le remède antipaludique le plus efficace. Son utilisation a permis la réduction du nombre de décès liés au paludisme.
La malaria (ou paludisme) était soignée depuis le XVIIe siècle grâce à l’écorce de quinquina rapportée du Pérou par les Jésuites, traitement amélioré en 1820 par des chimistes français, qui en ont extrait le principe actif : la quinine.
Dans les années 1930, la firme allemande Bayer, recherchant des molécules dérivées plus efficaces, invente la chloroquine, toujours utilisée aujourd'hui. Malheureusement, des résistances à la quinine et à la chloroquine sont apparues. Au Vietnam du Nord, en particulier, ce traitement ne fonctionnait plus sur les soldats chinois. C'est dans ce contexte que fut lancée une grande mission de recherche pour trouver un nouveau traitement contre la malaria. Une équipe recourant à la méthode classique de recherche en médicament testa au hasard 40 000 molécules sans succès. Une autre équipe, à laquelle appartenait Tu Youyou, partit au contraire à la recherche du savoir traditionnel chinois et finit par découvrir les vertus de l’armoise annuelle, Artemisia annua, qinghao en chinois, qui freine la croissance des parasites responsables de la malaria. Restait à en extraire le principe actif, à le tester sur des animaux puis sur l’homme — Tu Youyou a commencé sur elle-même avant de le tester sur de vrais patients — et il fallut encore dix ans de recherche pour développer un traitement vraiment efficace, mélange d'artéméther, dérivé de l'artémisinine, et de luméfantrine, autre remède chinois.

### Récompenses
Le professeur Tu a aussi dirigé un groupe de recherche qui a inventé quatre « nouveaux médicaments de première catégorie ». Elle a reçu le « Prix national des inventions » et le « Prix national des dix meilleures découvertes dans le domaine de la science et de la technologie » pour les résultats de ses recherches. Elle a reçu en outre les titres suivants : « Éminent scientifique » (premier groupe) par la nation chinoise en 1984, l’une des « dix femmes les plus éminentes » par le gouvernement central en 1994, « Travailleur national d’avant-garde » par le Ministère national en 1995 et « inventrice du nouveau siècle » par l’Office d’État de la propriété intellectuelle de la république populaire de Chine (SIPO) en 2002.
Elle est devenue « professeur titulaire », « professeur-présidente », directrice de recherche à l’Académie de médecine chinoise traditionnelle de Chine à Pékin et responsable du Centre de recherche-développement sur l’artémisinine de cette académie. Depuis lors, elle a obtenu de nouveaux résultats dans la recherche de ce principe actif de la plante armoise annuelle (qing hao (青蒿)) et de ses dérivés.
Elle est lauréate du prix Albert-Lasker pour la recherche médicale clinique 2011 pour ses travaux sur l'artémisinine et du prix Nobel de physiologie ou médecine 2015,.